# 프랭크 스링

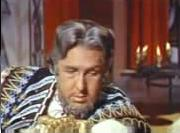

프랭크 스링(Frank Thring, 1926년 5월 11일 ~ 1994년 12월 29일)은 오스트레일리아의 연극 배우, 영화배우, 텔레비전 배우이다.
멜버른에서 태어났으며 멜버른에서 사망하였다. 사인은 암이다.

## 영화
- 하울링 3 (1987년)
- Death of a Soldier (1986)
- 매드 맥스 3 (1985년) - 콜렉터 역
- 스카이 하이 (1975년)
- 마피아 결투 (1974년)
- 네드 켈리 (1970년) - 베리 판사 역
- 에이지 오브 컨센트 (1969년)
- 엘 시드 (1961년)
- 왕중왕 (1961년)
- 벤허 (1959년) - 본디오 빌라도 역
- 바이킹 (1958년) - 아엘라 역